# Honório Hermeto Carneiro Leão

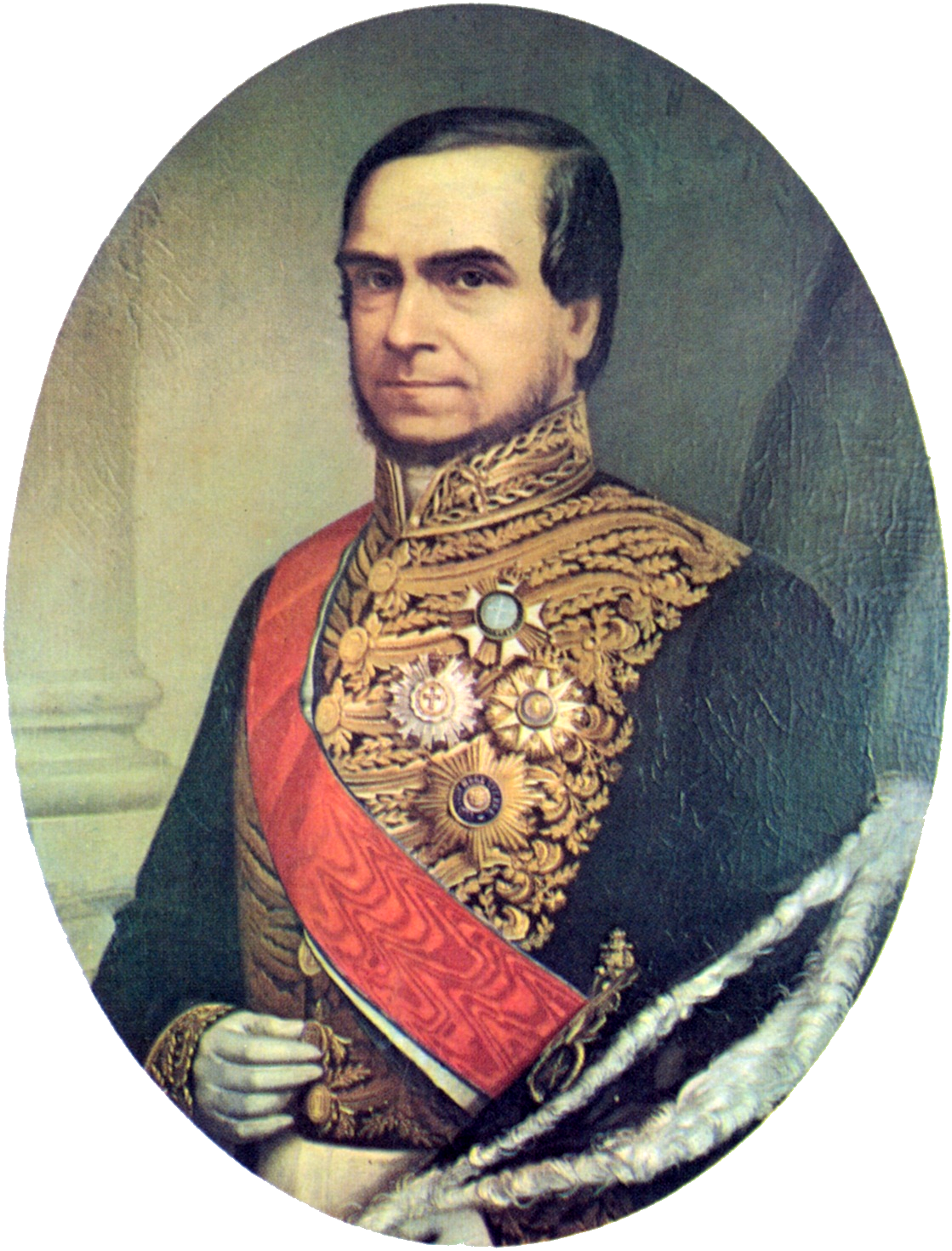
Markiz Parany Honório Hermeto Carneiro Leão

Honório Hermeto Carneiro Leão, markiz Parany (ur. 11 stycznia 1801, zm. 3 września 1856 roku), był brazylijskim politykiem, dyplomatą, sędzią i współzałożycielem Partii Konserwatywnej działającej w latach istnienia cesarstwa Brazylii (1822–1889). Leão urodził się w São Carlos do Jacuí, ówczesnej stolicy Minas Gerais. Po ukończeniu studiów na uniwersytecie w Coimbrze w Portugalii i powrocie do Brazylii został w 1826 roku mianowany sędzią, a wkrótce sędzią sądu apelacyjnego. W roku 1830 został wybrany reprezentantem Minas Gerais w brazylijskiej Izbie Deputowanych; piastował to stanowisko do roku 1841. 
Po abdykacji w roku 1831 Dom Pedra I w kraju, rządzonych przez regentów mających opiekować się nieletnim Dom Pedrem II, wkrótce zapanował chaos. Leão utworzył w roku 1837 partię polityczną, znaną jako Partia Reakcyjna, a która w początku lat czterdziestych XIX wieku przekształciła się w Partię Porządku, zaś w pięćdziesiątych w Partię Konserwatywną. Stojąc na czele swej partii zaciekle bronił porządku konstytucyjnego dbając o to, by regencja nie przekształciła się w dyktaturę. Mianowany w roku 1841 prezydentem prowincji Rio de Janeiro zdołał powstrzymać rebelię, którą przygotowywała opozycyjna Partia Liberalna. W roku 1842 został wybrany senatorem Minas Gerais, a Dom Pedro II powołał go do Rady Stanu. W 1843 został de facto Prezesem Rady Ministrów, ale stracił to stanowisko w wyniku słownego starcia z cesarzem.
Po kilku latach bycia w opozycji, w roku 1849 został powołany przez rząd federalny na stanowisko prezydenta prowincji Pernambuco z zadaniem przeprowadzenia śledztwa nad przyczynami wybuchu rok wcześniej rewolty liberałów i dania im szansy na uczciwy proces. Oskarżany przez partyjnych kolegów o utratę wpływów, Leão zdecydował się przyjąć stanowisko i odzyskać tym samym pozycję u dworu. Gdy w kraju zapanował spokój został wysłany w 1851 roku do Urugwaju, by zawrzeć przymierze z tym krajem, jak również ze zbuntowanymi prowincjami Argentyny, Corrientes i Entre Ríos, walczącymi wówczas z Konfederacją Argentyńską. Przymierze zostało zawarte, a Leão został uszlachcony i obdarowany tytułem markiza Parany.
W 1853 roku Paraná ponownie został mianowany Prezesem Rady Ministrów. Jego gabinet okazał się wyjątkowo efektywny, co uczyniło zeń postać numer jeden w polityce krajowej. Jednakże wprowadzone przez niego reformy systemu wyborczego uznano za poważne naruszenie systemu rządów parlamentarnych. Paraná spotkał się z zaciętym oporem większości kolegów, co dprowadziło do podziałów w Partii Konserwatywnej. Zmarł nieoczekiwanie, u szczytu kariery, 3 września 1856 roku, prawdopodobnie na febrę. 
Po dziś dzień jest przez historyków postrzegany jako jeden z najbardziej wpływowych polityków swoich czasów i jeden z największych mężów stanu Brazylii.